# Блайти

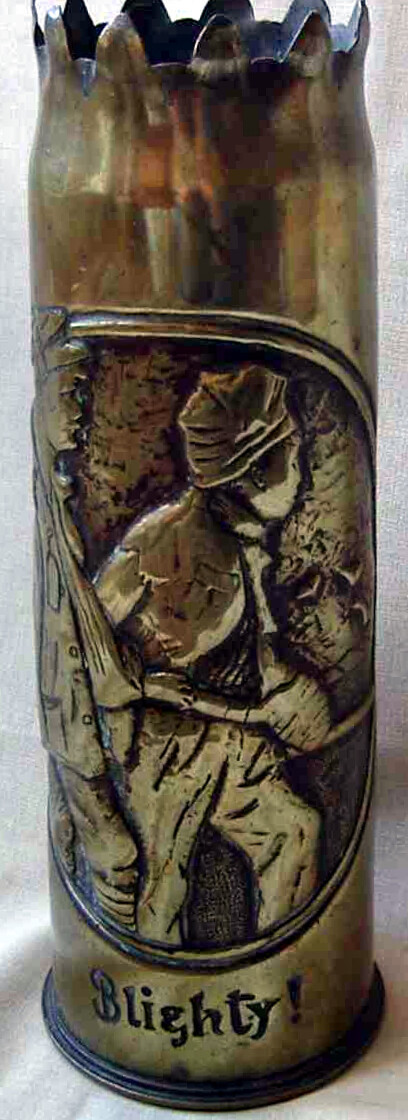
Пример окопного творчества Первой мировой войны: гильза от снаряда с выгравированным изображением двух раненых Томми рядом с Белыми скалами Дувра с надписью «Blighty!»

«Блайти» (англ. Blighty) — английское жаргонное выражение, обозначающее Британию (в частности Англию). В течение XIX века это выражение использовалось в Индии для обозначения английского, британского или европейского гостя, впервые оно было использовано во время англо-бурской войны как специфическое название родины для англичан или британцев, но широкое распространение получило лишь после Первой мировой войны.
Согласно Оксфордскому словарю английского языка, слово происходит от регионального варианта слова «вилайет» (урд."«vilayat») — «bilayati». В Индии словом вилайет обозначали всех европейцев (особенно англичан и британцев).